# UGC 3828
LEDA/PGC 20933, auch UGC 3828, ist eine spiralförmige Radiogalaxie vom Hubble-Typ SAB(rs)b im Sternbild Luchs am Nordsternhimmel. Sie ist schätzungsweise 160 Millionen Lichtjahre von der Milchstraße entfernt und hat einen Durchmesser von etwa 80.000 Lichtjahren.
Sie ist die hellste Galaxie der 6 Mitglieder zählenden Lyons Groups of Galaxies LGG 143. 

## UGC 3828-Gruppe (LGG 143)
| Galaxie        | Alternativname | Entfernung / Mio. Lj |
| -------------- | -------------- | -------------------- |
| UGC 3789       | PGC 20679      | 146                  |
| LEDA/PGC 20884 | UGC 3816       | 150                  |
| LEDA/PGC 21067 | UGC 3855       | 145                  |
| LEDA/PGC 21195 | UGC 3885       | 173                  |
| LEDA/PGC 21496 | UGC 3943       | 161                  |
| LEDA/PGC 20933 | UGC 3828       | 160                  |